# Клаймакс (Мічиган)
Клаймакс (англ. Climax) — селище (англ. village) в США, в окрузі Каламазу штату Мічиган. Населення — 712 особи (2020).

## Географія
Клаймакс розташований за координатами 42°14′18″ пн. ш. 85°20′10″ зх. д. / 42.23833° пн. ш. 85.33611° зх. д. (42.238303, -85.336021).  За даними Бюро перепису населення США в 2010 році селище мало площу 2,73 км², уся площа — суходіл.

## Демографія
Згідно з переписом 2010 року, у селищі мешкало 767 осіб у 280 домогосподарствах у складі 213 родин. Густота населення становила 281 особа/км².  Було 303 помешкання (111/км²).
Расовий склад населення:
| - 98,3 % — білих - 0,5 % — чорних або афроамериканців - 0,1 % — азіатів |

До двох чи більше рас належало 0,8 %. Частка іспаномовних становила 2,0 % від усіх жителів.
За віковим діапазоном населення розподілялося таким чином: 26,5 % — особи молодші 18 років, 64,1 % — особи у віці 18—64 років, 9,4 % — особи у віці 65 років та старші. Медіана віку мешканця становила 37,9 року. На 100 осіб жіночої статі у селищі припадало 101,3 чоловіків;  на 100 жінок у віці від 18 років та старших — 101,4 чоловіків також старших 18 років.
Середній дохід на одне домашнє господарство  становив 66 823 долари США (медіана — 57 386), а середній дохід на одну сім'ю — 75 711 долар (медіана — 62 333). Медіана доходів становила 53 214 долари для чоловіків та 34 318 доларів для жінок. За межею бідності перебувало 10,2 % осіб, у тому числі 14,5 % дітей у віці до 18 років та 8,6 % осіб у віці 65 років та старших.
Цивільне працевлаштоване населення становило 344 особи. Основні галузі зайнятості: виробництво — 22,7 %, освіта, охорона здоров'я та соціальна допомога — 18,3 %, мистецтво, розваги та відпочинок — 13,1 %, транспорт — 8,4 %.